# Onthophagus deflexicollis
Onthophagus deflexicollis là một loài bọ cánh cứng trong họ Bọ hung (Scarabaeidae).